# Шерек
Шере́к (рос. Шерек, чув. Шерĕк) — присілок у Чувашії Російської Федерації, у складі Ільїнського сільського поселення Моргауського району.
Населення — 29 осіб (2010; 32 в 2002, 68 в 1979; 28 в 1939). Національний склад — чуваші, росіяни.

## Історія
Заснований 1939 року. До 1962 року перебувало у складі Ядрінського, 1962 року — у складі Чебоксарського, 1964 року — до складу Моргауського району.